# 전선군

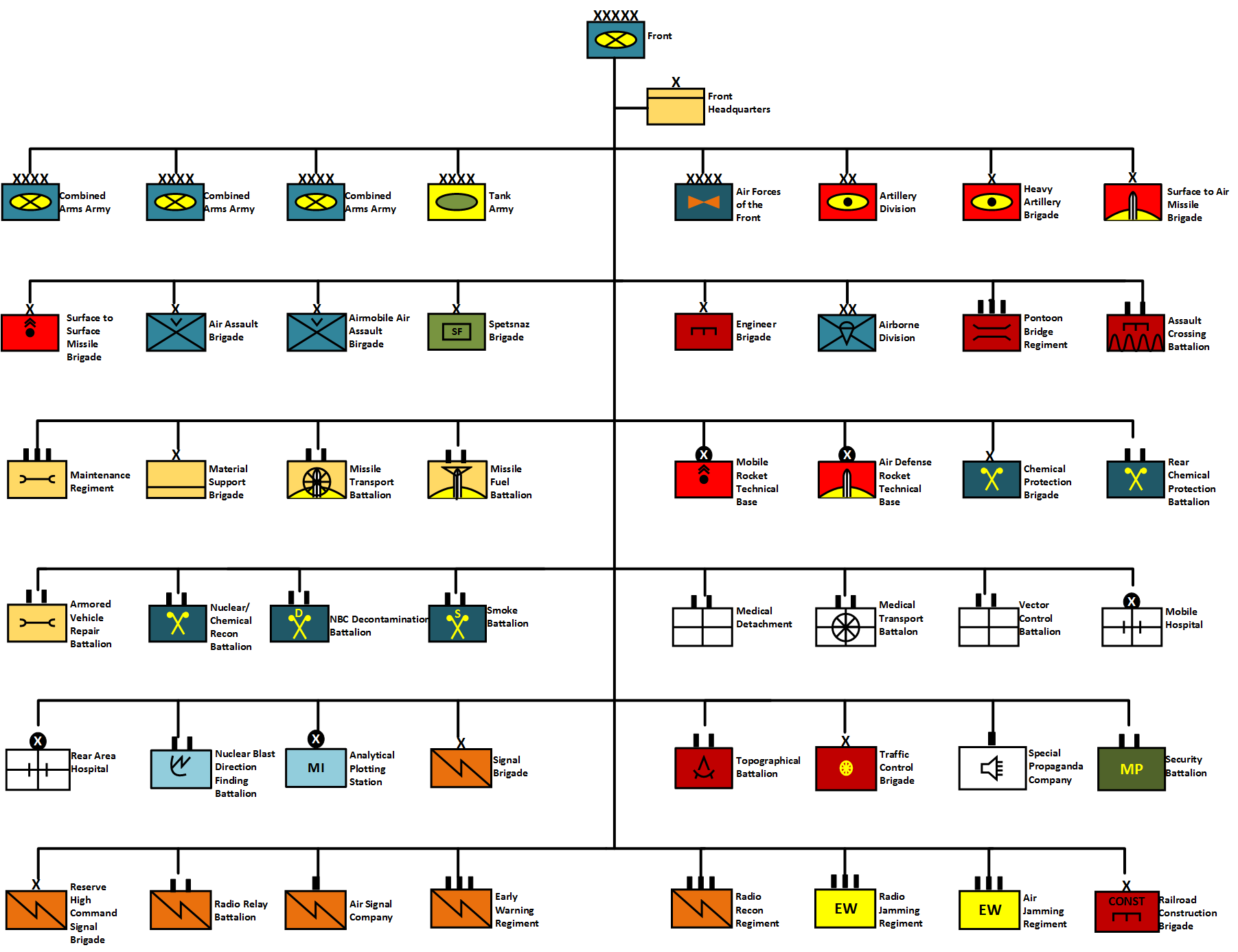
1980년대 소비에트 전선군 체계.

전선군(戰線軍, 러시아어: фронт, 영어: front)은 일부 국가에 존재하는 군사 편제이다. 러시아 제국에서 그 체계가 태동했으며, 폴란드 육군, 붉은 군대, 소비에트 육군, 터키 등에서 채택하여 운용했다.